# Курбангалиева, Халима Мухутдиновна
Халима Мухутдиновна Курбангалиева (4 мая 1910, Казань, Казанская губерния, Российская империя — 26 марта 2004, Казань) — советский и российский гидробиолог, доктор биологических наук, профессор Казанского государственного университета.

## Биография
Родилась 4 мая 1910 года в Казани в татарской преподавательской семье. Отец — Мухутдин (Мухитдин) Хафизитдинович Курбангалиев (1873—1941), казанский преподаватель, профессор, Герой Труда. Мать — учительница начальной школы. Брат — Салих Мухутдинович Курбангалеев (1901—2001) — хирург, доктор медицинских наук, первый директор Казанского государственного медицинского института. Сестра – врач Туберкулёзного института, окончила медицинский факультет Казанского университета, была репрессирована в конце 30-х годов и осуждена на 8 лет, попала в Карагандинские лагеря, откуда вернулась в ТАССР в июне 1941 года, работала в Мензелинске и Крутушке и вскоре умерла от рака.
В 1916 году Халима Курбангалиева пошла учиться в татарскую школу, где проучилась до 6 класса. Для освоения русского языка была в 1921 году переведена в школу №2, где проучилась до 10 класса. В 1927 году перешла на подготовительные курсы для поступления в университет.
В 1927 году поступила на биологическое отделение физико-математического факультета Казанского университета и успешно окончила учёбу в марте 1931 года с присвоением квалификации научного работника II разряда по энтомологии и преподавателя вуза и втуза.
В июле 1931 года была зачислена в аспирантуру Казанского университета. После внутренней реорганизации структуры университета была переведена на кафедру ихтиологии и гидробиологии биологического факультета. В 1932 году в соавторстве с Ж. Сагди подготовила учебник для вузов по зоологии на татарском языке. Из-за нехватки университетских преподавателей уже на 3-м году обучения в аспирантуре начала участвовать в учебном процессе кафедры и проводить практические занятия со студентами.
В 1934 году после окончания аспирантуры была оставлена на кафедре в должности ассистента. В конце 30-х годов совместно с О. В. Кашеваровой проводила гидробиологические исследования на Голубом озере около Казани. В 30-х и 40-х годах занималась исследованиями макрозообентоса Волги. С 1938 года после защиты кандидатской диссертации была утверждена в должности доцента на кафедре ихтиологии и гидробиологии биофака КГУ.
Осенью 1941 года участвовала в строительстве оборонительных сооружений вокруг Казани.
В военные и послевоенные годы воспитывала четверых детей: двое своих и двое оставшихся от родной сестры.
В послевоенные годы занималась исследованиями пойменных озёр ТАССР.
Исполняла обязанности заведующего кафедрой зоологии позвоночных КГУ с 1950 по 1952 год до получения направления в докторантуру при Московском университете. В 1954 году была выбрана по конкурсу на эту же должность и заведовала кафедрой до 1974 года. До 1980 года оставалась работать на кафедре в качестве профессора-консультанта. Руководила гидробиологическими работами кафедры, а ихтиологическое направление исследований возглавил профессор А. В. Лукин.
После поступления в докторантуру вскоре вновь вернулась в Казань для работы над диссертацией, которую успешно защитила в 1960 году в Московском университете. В 60-х и 70-х годах занималась исследованиями формирования зоопланктона и зообентоса созданного в 1956 году Куйбышевского водохранилища на Волге.
С 1958 по 1962 год была деканом биолого-почвенного факультета КГУ.
Вышла на пенсию в 1981 году, продолжая интересоваться научными работами своей кафедры и посещать заседания Казанского отделения гидробиологического общества РАН.
Скончалась 26 марта 2004 года в Казани.

## Научная деятельность
Кандидат биологических наук с 1937 года. Тема кандидатской диссертации «Бентос Аракчинского затона».
Доктор биологических наук с 1960 года. Тема докторской диссертации «Планктон и бентос пойменных водоёмов Волги, заливаемых Куйбышевским водохранилищем в пределах ТАССР». Профессор Казанского университета с 1964 года.
Научные интересы:
- распределение макрозообентоса Волги по плёсам и перекатам;
- распределение кормовых ресурсов волжских и озёрных рыб;
- зоопланктон и зообентос Куйбышевского водохранилища.

Автор более 60 научных работ.
В 1968 году организовала Казанское отделение Всесоюзного гидробиологического общества и до 1975 года была его председателем.
Была членом «Научного Совета по проблемам гидробиологии, ихтиологии и использования биологических ресурсов водоемов» при АН СССР.
Почётный член Казанского отделения гидробиологического общества РАН с 1998 года.

## Награды, премии, почётные звания
- Орден Ленина (1960)[2].
- Медаль «За трудовую доблесть» (1944)[2].
- Медаль «За доблестный труд в Великую Отечественную войну» (1946)[2].
- Медаль «За доблестный труд в ознаменование 100-летия со дня рождения В.И. Ленина» (1975)[2].
- Медаль «30 лет победы в Великую Отечественную войну»[2].
- Медаль «Ветеран труда»[2].

## Публикации
- Курбангалиева Х.М. Конспекты лекций по гидробиологии / Х.М. Курбангалиева - Казань, 1974. - 69 с.
- Краткий определитель водных беспозвоночных Среднего Поволжья. Казань, 1977 (соавтор).
- Гидробиологическая характеристика озер // Озера Среднего Поволжья. Ленинград, 1976.
- Курбангалиева Х.М. Новые материалы по зоопланктону Свияжского залива Куйбышевского водохранилища / Х.М. Курбангалиева, Г.А. Жерновникова, Л.Ф. Кузнецова // рыбы Свияжского залива Куйбышевского водохранилища и их кормовые ресурсы. - Казань - 1968. - №1. - С. 17-54.
- Курбангалиева Х.М. Материалы по зоопланктону и зообентосу Свияжского залива Куйбышевского водохранилища / Х.М. Курбангалиева, P.P. Мелентьева // Фауна крупных притоков Волги в условиях зарегулированного стока. - Казань - 1972, - С. 13-30.
- Курбангалиева Х.М. Зоопланктон / Х.М. Курбангалиева, Р.К. Зиганшина // Закономерности формирования фауны Куйбышевского водохранилища. - Казань - 1977. - С. 13-30.
- Курбангалиева Х.М. Куйбышевское водохранилище и условия существования его фауны / Х.М. Курбангалиева, К.П. Тихонов // Закономерности формирования фауны Куйбышевского водохранилища. -Казань. -1977. - С.5-12.